# Cucullia immaculata
Cucullia immaculata är en fjärilsart som beskrevs av Brombacher 1929. Cucullia immaculata ingår i släktet Cucullia och familjen nattflyn. Inga underarter finns listade i Catalogue of Life.